# Franco Ferreiro
Franco Ferreiro (* 1. července 1984, Uruguaiana) je brazilský profesionální tenista. Ve své dosavadní kariéře na okruhu ATP World Tour nevyhrál žádný turnaj. Na challengerech ATP získal k srpnu 2011 šestnáct titulů ve čtyřhře.
Na žebříčku ATP byl nejvýše ve dvouhře klasifikován v srpnu 2008 na 136. místě a ve čtyřhře pak v únoru 2011 na 53. místě. K roku 2011 jej trénoval Rodrigo Ferreiro.
V prvním kole na French Open 2009 podlehl Felicianu Lópezovi v pěti sadách, když ztratil vedení dva nula na sety.

## Finálové účasti na turnajích ATP World Tour

### Čtyřhra: 2 (0–2)
| Legenda                           |
| Grand Slam Tournaments (0–0)      |
| ATP World Tour Finals (0–0)       |
| ATP World Tour Masters 1000 (0–0) |
| ATP World Tour 500 Series (0–0)   |
| ATP World Tour 250 Series (0–2)   |

| Stav      | Č. | Datum          | Turnaj       | Povrch | Spoluhráč | Finalisté                           | Výsledek            |
| Finalista | 1. | 20. února 2011 | Buenos Aires | antuka | André Sá  | Oliver Marach Leonardo Mayer        | 7–6(6), 6–3         |
| Finalista | 2. | 6. srpna 2011  | Kitzbühel    | antuka | André Sá  | Daniele Bracciali Santiago González | 6–7(1), 6–4, [9–11] |

## Tituly na challengerech ATP

### Čtyřhra (16)
| Legenda                  |
| ATP Challenger Tour (16) |

| Č.  | Datum            | Turnaj             | Povrch | Spoluhráč             | Finalisté                                  | Výsledek            |
| 1.  | 24. května 2005  | Turín              | antuka | Sergio Roitman        | Francesco Aldi Alessio di Mauro            | 6–7(4), 7–5, 7–6(2) |
| 2.  | 25. září2006     | Gramado            | tvrdý  | Martin Vilarrubi      | Marcelo Melo André Sá                      | 6–2, 6–4            |
| 3.  | 25. června 2007  | Reggio Emilia      | antuka | Lamine Ouahab         | Pablo Cuevas Horacio Zeballos              | 6–4, 1–6, [10–4]    |
| 4.  | 9. června 2008   | Sofie              | antuka | Mariano Puerta        | Lazar Magdincev Predrag Rusevski           | 6–3, 1–6, [10–3]    |
| 5.  | 29. září 2008    | Aracaju            | antuka | Juan Martín Aranguren | Thiago Alves João Souza                    | 6–4, 6–4            |
| 6.  | 13. října 2008   | Montevideo         | antuka | Flávio Saretta        | Daniel Gimeno Traver Rubén Ramírez Hidalgo | 6–3, 6–2            |
| 7.  | 26. října 2009   | São Paulo          | antuka | Ricardo Mello         | Diego Junqueira David Marrero              | 6–3, 6–3            |
| 8.  | 5. dubna 2010    | Bogotá             | antuka | Santiago González     | Dominik Meffert Philipp Oswald             | 6–3, 5–7, [10–7]    |
| 9.  | 12. dubna 2010   | Blumenau           | antuka | André Sá              | André Ghem Simone Vagnozzi                 | 6–4, 6–3            |
| 10. | 5. července 2010 | Scheveningen       | antuka | Harsh Mankad          | Rameez Junaid Philipp Marx                 | 6–4, 3–6, [10–7]    |
| 11. | 2. srpna 2010    | Segovia, Španělsko | tvrdý  | Thiago Alves          | Brian Battistone Harsh Mankad              | 6–2, 5–7, [10–8]    |
| 12. | 9. srpna 2010    | Brasília           | tvrdý  | André Sá              | Ricardo Mello Caio Zampieri                | 7–6(5), 6–3         |
| 13. | 16. srpna 2010   | Salvador           | tvrdý  | André Sá              | Uladzimir Ignatik Martin Klizan            | 6–2, 6–4            |
| 14. | 26. září 2010    | Bogotá             | antuka | André Sá              | Gero Kretschmer Alex Satschko              | 7-6(6), 6-4         |
| 15. | 30. října 2010   | São Paulo          | antuka | André Sá              | Rui Machado Daniel Muñoz-De La Nava        | 3–6, 7–6(2), [10–8] |
| 16. | 9. ledna 2011    | São Paulo          | tvrdý  | André Sá              | Santiago González Horacio Zeballos         | 7–5, 7–6(12)        |